# Spargania subrosea
Spargania subrosea är en fjärilsart som beskrevs av William Schaus 1901. Spargania subrosea ingår i släktet Spargania och familjen mätare. Inga underarter finns listade i Catalogue of Life.